# Jorge Alberto Basso
Jorge Alberto Basso (Buenos Aires, 17 de fevereiro de 1951) foi um historiador, jornalista e militante comunista brasileiro. Era filiado ao Partido Operário Comunista(POC) e ao Movimento de Esquerda Revolucionária(MIR-Chile). Foi sequestrado na Argentina em 1976 pouco tempo após o Golpe de Estado na Argentina em 1976 e permanece desaparecido até hoje. 
É um dos casos investigados pela Comissão da Verdade, que apura mortes e desaparecimentos na ditadura militar brasileira.

## Biografia
Jorge Alberto Basso era militante do Partido Operário Comunista. Em 1971 viajou para o Chile e começou os estudos em história na Universidade do Chile, em Santiago e também Ingressou no Movimento de Esquerda Revolucionária do Chile. Permaneceu no país até pouco tempo depois do Golpe de Estado de 73 e no mesmo ano se mudou para Buenos Aires, na Argentina, onde trabalhou como jornalista. Em 1976, menos de um mês após o Golpe na Argentina de 1976, foi sequestrado por agentes do governo argentino em um hotel em Buenos Aeres no dia 15 de abril. Jorge permanece desaparecido até hoje.